# Cirrolygris
Cirrolygris is een geslacht van vlinders van de familie spanners (Geometridae), uit de onderfamilie Larentiinae.

## Soorten
- C. cecilia Dognin, 1911
- C. momaria Snellen, 1874